# 17060 Mikecombi
17060 Mikecombi (1999 GX7) là một tiểu hành tinh vành đai chính được phát hiện ngày 9 tháng 4 năm 1999 bởi Chương trình nghiên cứu đối tượng gần Trái Đất của đài thiên văn Lowell ở trạm Anderson Mesa. Tiểu hành tinh được đặt tên theo tên của Michael R. Combi.